# Bellvís
Bellvís és una vila i municipi de la comarca del Pla d'Urgell, que es troba al límit amb el Segrià i la Noguera. Fins al 1988 formava part d'aquesta darrera comarca. Té els agregats dels Arcs i les Tarroges.
El nom de Bellvís ve del llatí Bellu visu ('Bella vista'). L'origen de l'escut de Bellvís es deu al fet que abans de la construcció del Canal d'Urgell era un poble de secà i la vinya era el cultiu majoritari, és per això que hi apareix un carràs de raïm, concretament de garnatxa.

## Geografia
- Llista de topònims de Bellvís (Orografia: muntanyes, serres, collades, indrets..; hidrografia: rius, fonts...; edificis: cases, masies, esglésies, etc).

Situat en el pla d'Urgell, a 207 m d'altitud i a 15 km del cap de partit. Per un camí comunica amb la carretera de Barcelona a Lleida. L'estació de tren més propera és la de Bell-lloc (L-42), a 5 km. Rep la correspondència per Lleida.

## Política
A les eleccions municipals de 2007, els resultats foren els següents:
| Partit polític                                      | Ideologia                          | Vots | Percentatge | Regidors |
| --------------------------------------------------- | ---------------------------------- | ---- | ----------- | -------- |
| Convergència i Unió                                 | liberal-democristià i nacionalista | 743  | 53,15       | 6        |
| Esquerra Republicana de Catalunya — Acord Municipal | progressista i independentista     | 473  | 33,83       | 4        |
| Independents de Bellvís i Els Arcs — PM             |                                    | 127  | 9,08        | 1        |
| Partit Popular                                      | conservador i espanyolista         | 44   | 3,15        | 0        |

A les eleccions municipals celebrades l'any 2011, els resultats foren:
| Partit polític                                               | Ideologia                          | Vots | Percentatge | Regidors |
| ------------------------------------------------------------ | ---------------------------------- | ---- | ----------- | -------- |
| Convergència i Unió                                          | liberal-democristià i nacionalista | 665  | 55,37       | 7        |
| Agrupació de Progrés de Bellvís i Els Arcs — Acord Municipal |                                    | 280  | 23,31       | 3        |
| Independents de Bellvís i Els Arcs — PM                      |                                    | 131  | 10,91       | 1        |
| Partit Popular                                               | conservador i espanyolista         | 44   | 3,66        | 0        |

## Demografia
| Entitat de població | Habitants (2023) |
| Bellvís             | 2.118            |
| els Arcs            | 145              |
| Font: Idescat       |                  |

| 1497 f | 1515 f | 1553 f | 1717 | 1787 | 1857  | 1877  | 1887  | 1900  | 1910  |
| ------ | ------ | ------ | ---- | ---- | ----- | ----- | ----- | ----- | ----- |
| 31     | 34     | 47     | 148  | 325  | 1.555 | 1.517 | 1.794 | 2.714 | 2.985 |

| 1920  | 1930  | 1940  | 1950  | 1960  | 1970  | 1981  | 1990  | 1992  | 1994  |
| ----- | ----- | ----- | ----- | ----- | ----- | ----- | ----- | ----- | ----- |
| 3.665 | 2.737 | 2.641 | 2.752 | 2.723 | 2.543 | 2.403 | 2.313 | 2.234 | 2.234 |

| 1996  | 1998  | 2000  | 2002  | 2004  | 2006  | 2008  | 2010  | 2012  | 2014  |
| ----- | ----- | ----- | ----- | ----- | ----- | ----- | ----- | ----- | ----- |
| 2.161 | 2.171 | 2.173 | 2.174 | 2.207 | 2.360 | 2.360 | 2.422 | 2.391 | 2.342 |

| 2016  | 2018  | 2020  | 2022  | 2024  | 2026 | 2028 | 2030 | 2032 | 2034 |
| ----- | ----- | ----- | ----- | ----- | ---- | ---- | ---- | ---- | ---- |
| 2.264 | 2.266 | 2.260 | 2.243 | 2.269 | -    | -    | -    | -    | -    |

El 1787 incorpora el Poal; el 1857, els Arcs; i el 1930 es desagrega el Poal.

## Edificis singulars
- Cal Borràs
- Cal Bufalà
- Cal Calvet
- Cal Cava
- Cal Ceprià
- Casa de la Vila de Bellvís
- Estació del Carrilet
- Habitatge al carrer Major, 11
- L'Assumpció de Bellvís
- Mare de Déu de les Sogues
- Sant Antoni dels Arcs
- Masia del Talarn 41° 39′ 47.54″ N, 0° 50′ 54.81″ E / 41.6632056°N,0.8485583°E. 221,2 m.[2]

## Activitat econòmica
S'hi produeix alfals, blat de moro i fruita dolça.

## Equipaments
Bellvís disposa de consultori mèdic i farmàcia. El centre d'atenció primària més proper (Urgències) és a Mollerussa (12 km); en cas de problema mèdic també es pot anar a Lleida, a l'hospital Arnau de Vilanova (uns 20 km).
També hi ha poliesportiu, piscines descobertes, pista de bàsquet coberta, camp de futbol i pista d'atletisme.
Pel que fa a les instal·lacions educatives, el poble disposa de llar d'infants municipal i escola de primària. A partir dels 12 anys, els alumnes estudien la secundària a Mollerussa. Hi ha transport escolar.
El poble també disposa d'un centre cultural, on s'ubica l'escola de música, es fan activitats i els associacions tenen els despatxos. Així mateix, hi ha una biblioteca (oberta a les tardes).

## Llocs d'interès
L'Ajuntament de Bellvís està situat a la plaça Catalunya.
El passeig de Bellvís és llarg i porta a la cooperativa, el pont del canal (al seu pas per la població), al poliesportiu i a les piscines.
També es pot visitar l'església del poble, dedicada a la Mare de Déu de l'Assumpció, que data de 1848. Al carrer Major, al costat de la plaça de l'església, s'ubiquen les cases més antigues del poble, entre les quals, cal Bufalà (el senyor de cal Bufalà inspira la llegenda que es recrea anualment en els Firals de Bellvís -vegeu FESTES LOCALS) i cal Borràs.
El camí dels Arcs s'ha fet sobre una segla coberta. En la mateixa direcció Arcs, hi ha el Miracle (amb la capella a la Mare de Déu de les Sogues, el pilar de l'Anunciació i un espai de pícnic); més amunt, hi ha el Tossal de les Sogues, fet sobre un antic convent de Trinitaris. Al tossal hi ha un espai de pícnic també.

## Festes locals
Són de remarcar els Firals de Bellvís que se celebra l'últim cap de setmana complet del mes de juliol de cada any. Són festes que recorden la invasió militar castellana sobre Catalunya, amb molt d'humor i rigor històric alhora. També s'hi explica la llegenda de Cal Bufalà amb una representació teatral, i alhora es representa amb titelles per als infants. Durant aquests dies de celebració, els carrers que donen a l'Església s'omplen de petites paradetes on la gent hi ven qualsevol producte artesà. Normalment, la gent es sol disfressar de l'època.
La patrona és la Verge de les Sogues. La festa major de Bellvís és el dia 26 d'octubre. La vigília de la festa major, la coral canta les Completes, uns cants a cappella en llatí que s'han recuperat recentment. El mateix dia de la festa major, la missa és cantada per la coral amb acompanyament de cobla.